# Kirjatx
Kirjatx (en rus Киржач) és una ciutat de l'óblast de Vladímir, Rússia, i el centre administratiu de la regió de Kirjatx. Es troba a la vora del riu Kirjatx, un afluent del Kliazma, a 125 km a l'oest de Vladímir i a 29 km al sud d'Aleksàndrov. El 2010 tenia 29.639 habitants.

## Toponímia
El nom de Kirjatx prové del riu homònim, el riu Kirjatx, que prové de la llengua mokxa d'una paraula que vol dir "a l'esquerra".

## Història
La ciutat va néixer el segle XIV com una slobodà d'artesans i assentament comercial lligat al Monestir de l'Anunciació (segons diverses fonts a iniciativa el 1332 del príncep Ivan I de Moscou o de Sergi de Ràdonej). El monestir fou creat per Sergi de Ràdonej, que va viure a la regió entre el 1354 i el 1358. Durant gran part de la seva història, l'abadia va estar sota la dependència de la Laura de la Santíssima Trinitat i Sant Sergi, que es troba a 48 km a l'oest.
El monestir fou tancat el 1764, i poc després, el 1778, la localitat va rebre l'estatus de ciutat. Independentment ja del monestir, va esdevenir en un centre tèxtil. El segle xix la ciutat era coneguda pels teixits de seda i la talla de fusta.
Durant la Gran Guerra Patriòtica, Kirjatx era un dels punts de suport de l'anell de defensa de Moscou, lloc de preparació de pilots, pilots de planejadors i paracaigudistes.
El 1968 el cosmonauta Iuri Gagarin, el primer home que vaitjà a l'espai, i el seu entrenador de vol, Vladímir Serioguin, van morir en un accident d'aviació en un MiG-15 a 21 km de Kirjatx, a la localitat de Novossiólovo. Un obelisc assenyala el lloc de la catàstrofe, erigit el 1975.
El 12 d'octubre de 2004 l'assentament de Krasni Oktiabr va fusionar-se amb la ciutat.

## Demografia
| 1897  | 1939   | 1959   | 1989   | 2002   | 2009   |
| ----- | ------ | ------ | ------ | ------ | ------ |
| 4.799 | 11.600 | 18.100 | 25.400 | 22.704 | 30.092 |

## Cultura i llocs d'interès

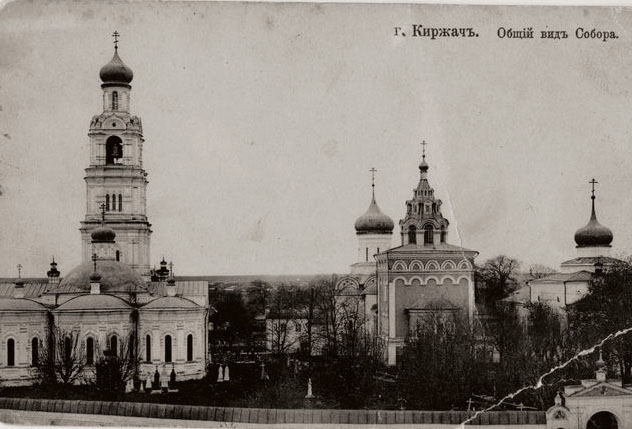
Vista del monestir de l'Anunciació el 1910.

La petita catedral de l'Anunciació, al monestir, construïda durant el regnat d'Ivan el Terrible, el segle xvi, va fer-se segons el model de les primeres catedrals de tipus moscovita. Es considera generalment com una de les darreres i més belles construccions d'aquest estil. Una galeria oberta connecta la catedral a l'església veïna del Salvador, construïda en forma de torre quadrada i coronada amb un campanar en forma de tendal. Aquesta església, construïda per iniciativa del boiar Miloslavski el 1656 conté el seu panteó familiar. El refectori del segle xvi i l'església de Sant Sergi foren enderrocats durant l'època soviètica.

## Clima

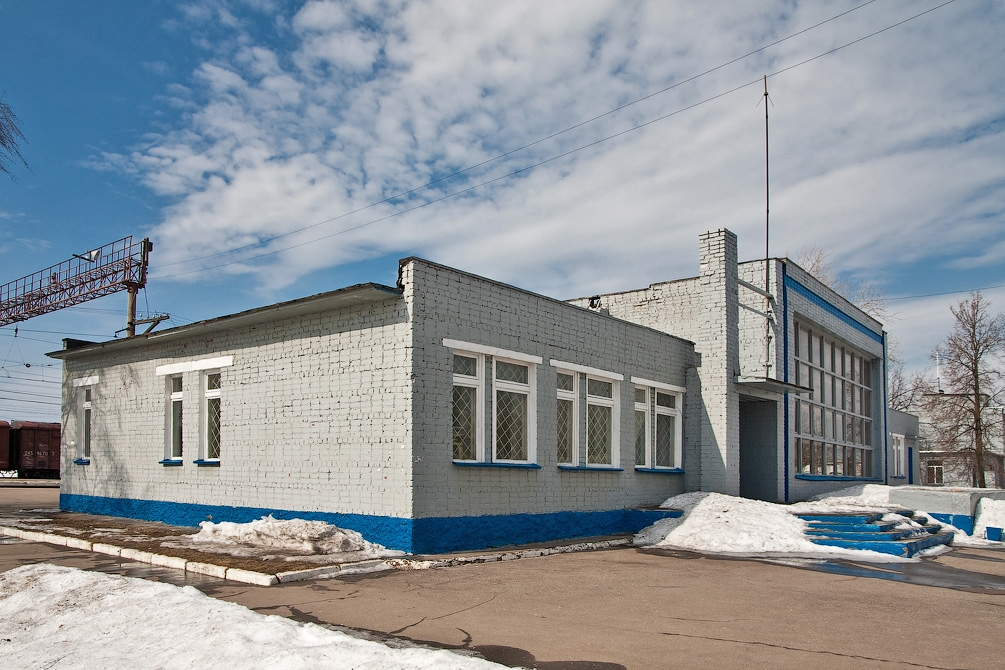
Estació de tren de la ciutat.

El clima de la ciutat és moderadament continental, estiu càlid, hivern fred amb tardor i primavera moderades. La temperatura mitjana al gener és de 10,6 °C i de 18,2 °C el juliol. Les precipitacions mitjanes anuals són de 584 mm. Hi ha una mitjana de 151 dies amb temperatures sobre zero a l'any. La neu roman de 4 a 5 mesos, començant a finals de novembre o començaments de desembre. La neu es fon a mitjan abril a les zones assoleiades i als boscs a finals d'abril.